# Bundesliga Femenina 2013-14
La Bundesliga Femenina 2013-14 fue la 24.ª edición de la máxima categoría de la liga de fútbol femenino de Alemania. Comenzó el 7 de septiembre de 2013 y terminó el 8 de junio de 2014. El equipo campeón fue VfL Wolfsburgo y el subcampeón 1. FFC Frankfurt que además se clasificaron a la Liga de Campeones Femenina de la UEFA.

## Clasificación
| Pos. | Equipo                 | Pts. | PJ | G  | E | P  | GF | GC  | Dif. | Clasificación o descenso     |
| ---- | ---------------------- | ---- | -- | -- | - | -- | -- | --- | ---- | ---------------------------- |
| 1    | VfL Wolfsburgo (C)     | 55   | 22 | 17 | 4 | 1  | 68 | 16  | +52  | Calificó a Liga de Campeones |
| 2    | 1. FFC Frankfurt       | 53   | 22 | 16 | 5 | 1  | 80 | 15  | +65  | Calificó a Liga de Campeones |
| 3    | 1. FFC Turbine Potsdam | 49   | 22 | 15 | 4 | 3  | 64 | 20  | +44  |                              |
| 4    | FC Bayern Múnich       | 39   | 22 | 11 | 6 | 5  | 49 | 27  | +22  |                              |
| 5    | FF USV Jena            | 31   | 22 | 8  | 7 | 7  | 36 | 32  | +4   |                              |
| 6    | SGS Essen              | 27   | 22 | 8  | 3 | 11 | 37 | 42  | −5   |                              |
| 7    | Bayer 04 Leverkusen    | 26   | 22 | 7  | 5 | 10 | 44 | 38  | +6   |                              |
| 8    | SC Friburgo            | 25   | 22 | 7  | 4 | 11 | 39 | 42  | −3   |                              |
| 9    | TSG Hoffenheim         | 23   | 22 | 6  | 5 | 11 | 39 | 61  | −22  |                              |
| 10   | MSV Duisburg           | 22   | 22 | 6  | 4 | 12 | 27 | 45  | −18  |                              |
| 11   | BV Cloppenburg         | 17   | 22 | 4  | 5 | 13 | 34 | 60  | −26  | Desciende a 2. Bundesliga    |
| 12   | VfL Sindelfingen       | 2    | 22 | 0  | 2 | 20 | 4  | 123 | −119 | Desciende a 2. Bundesliga    |

 Fuente: 

## Resultados
|                        | LEV | CLO | MUN | DUI | JEN | FRI | ESS | HOF | SIN  | WOL | FRA | POT |
| ---------------------- | --- | --- | --- | --- | --- | --- | --- | --- | ---- | --- | --- | --- |
| Bayer 04 Leverkusen    |     | 4-1 | 3-2 | 3-0 | 0-1 | 5-1 | 0-1 | 2-2 | 8-0  | 0-4 | 0-0 | 1-5 |
| BV Cloppenburg         | 0-0 |     | 1-2 | 2-2 | 0-3 | 1-2 | 1-3 | 1-1 | 7-1  | 0-2 | 0-4 | 1-3 |
| FC Bayern Múnich       | 2-0 | 5-2 |     | 0-1 | 5-0 | 2-1 | 3-0 | 2-3 | 8-0  | 3-1 | 1-1 | 1-2 |
| MSV Duisburg           | 2-1 | 1-3 | 0-1 |     | 3-0 | 1-1 | 0-3 | 4-1 | 7-0  | 0-4 | 0-5 | 0-4 |
| FF USV Jena            | 2-0 | 2-0 | 2-2 | 1-1 |     | 2-2 | 2-0 | 4-1 | 2-0  | 1-1 | 2-3 | 0-2 |
| SC Friburgo            | 2-2 | 7-2 | 0-2 | 1-0 | 2-0 |     | 1-1 | 4-1 | 3-0  | 2-3 | 0-2 | 1-2 |
| SGS Essen              | 1-4 | 3-3 | 1-2 | 2-0 | 1-6 | 2-1 |     | 5-1 | 8-0  | 0-2 | 1-2 | 1-3 |
| TSG 1899 Hoffenheim    | 5-3 | 2-4 | 2-2 | 1-1 | 1-1 | 3-2 | 2-1 |     | 1-0  | 1-2 | 1-5 | 2-3 |
| VfL Sindelfingen       | 0-6 | 0-2 | 1-1 | 0-3 | 1-1 | 0-5 | 0-2 | 0-5 |      | 0-7 | 0-8 | 0-7 |
| VfL Wolfsburgo         | 3-0 | 4-1 | 1-1 | 6-0 | 3-2 | 4-1 | 4-0 | 4-1 | 8-1  |     | 2-1 | 2-0 |
| 1. FFC Frankfurt       | 2-2 | 7-0 | 4-1 | 4-0 | 3-1 | 3-0 | 1-1 | 8-2 | 12-0 | 0-0 |     | 2-1 |
| 1. FFC Turbine Potsdam | 2-0 | 2-2 | 1-1 | 2-1 | 1-1 | 4-0 | 4-0 | 3-0 | 12-0 | 1-1 | 0-3 |     |

Actualizado al 8 de junio de 2014. Fuente:

## Goleadoras

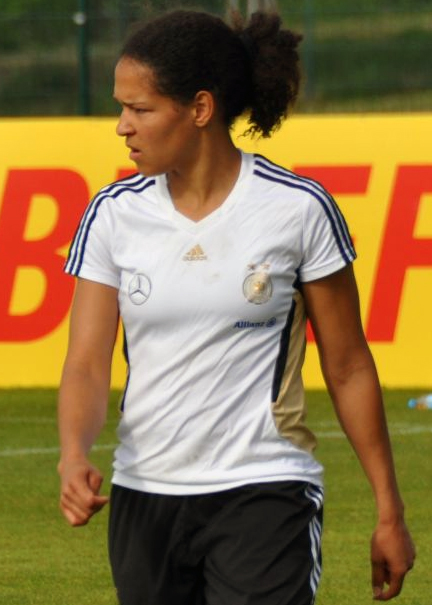
Célia Šašić, goleadora de la temporada.

| Posición | Jugadora           | Club                   | Goles |
| -------- | ------------------ | ---------------------- | ----- |
| 1        | Célia Šašić        | 1. FFC Frankfurt       | 20    |
| 2        | Kerstin Garefrekes | 1. FFC Frankfurt       | 18    |
| 3        | Genoveva Añonma    | 1. FFC Turbine Potsdam | 16    |
| 3        | Martina Müller     | VfL Wolfsburgo         | 16    |
| 5        | Charline Hartmann  | SGS Essen              | 13    |
| 6        | Mandy Islacker     | BV Cloppenburg         | 12    |
| 6        | Sarah Hagen        | FC Bayern Múnich       | 12    |
| 8        | Nadine Keßler      | VfL Wolfsburgo         | 11    |
| 8        | Sofía Nati         | MSV Duisburg           | 11    |
| 10       | Alexandra Popp     | VfL Wolfsburgo         | 10    |
| 10       | Amber Hearn        | FF USV Jena            | 10    |

### Tripletas
| Jugador            | Para                   | Contra              | Resultado | Fecha                  | Ref.   |
| ------------------ | ---------------------- | ------------------- | --------- | ---------------------- | ------ |
| Martina Müller     | VfL Wolfsburgo         | VfL Sindelfingen    | 8–1       | 3 de octubre de 2013   | [ 4 ]  |
| Linda Dallmann     | SGS Essen              | VfL Sindelfingen    | 8–0       | 13 de octubre de 2013  | [ 5 ]  |
| Célia Šašić        | 1. FFC Frankfurt       | VfL Sindelfingen    | 12–0      | 2 de noviembre de 2013 | [ 6 ]  |
| Charline Hartmann  | SGS Essen              | TSG 1899 Hoffenheim | 5–1       | 3 de noviembre de 2013 | [ 7 ]  |
| Sarah Hagen        | FC Bayern Múnich       | FF USV Jena         | 5–0       | 3 de noviembre de 2013 | [ 8 ]  |
| Sofía Nati         | MSV Duisburg           | VfL Sindelfingen    | 3–0       | 23 de febrero de 2014  | [ 9 ]  |
| Genoveva Añonma    | 1. FFC Turbine Potsdam | VfL Sindelfingen    | 12–0      | 16 de marzo de 2014    | [ 10 ] |
| Mandy Islacker     | BV Cloppenburg         | VfL Sindelfingen    | 7–1       | 27 de abril de 2014    | [ 11 ] |
| Kerstin Garefrekes | 1. FFC Frankfurt       | VfL Sindelfingen    | 8–0       | 4 de mayo de 2014      | [ 12 ] |
| Fiona O'Sullivan   | SC Friburgo            | BV Cloppenburg      | 7–2       | 8 de junio de 2014     | [ 13 ] |
| Sofía Nati         | MSV Duisburg           | VfL Sindelfingen    | 7–0       | 8 de junio de 2014     | [ 14 ] |

## Equipo Campeón
| VfL Wolfsburgo | |
|                | Porteras: Alisa Vetterlein, Jana Burmeister, Merle Frohms Defensas: Luisa Wensing, Nilla Fischer, Verena Faißt, Noëlle Maritz, Stephanie Bunte, Joelle Wedemeyer, Josephine Henning, Maren Tetzlaff, Johanna Tietge, Laura Vetterlein Centrocampistas: Zsanett Jakabfi, Anna Blässe, Lena Goeßling, Ivonne Hartmann, Nadine Keßler, Lina Magull, Viola Odebrecht, Selina Wagner Delanteras: Jovana Damnjanovic, Martina Müller, Conny Pohlers, Alexandra Popp Entrenador: Ralf Kellermann |